# Alénino
Alénino (en rus: Аленино) és un poble de l'óblast de Vladímir, a Rússia, segons el cens del 2010 tenia 593 habitants. Pertany al districte de Kirjatx.